# Bhaknal, Basavakalyan
Bhaknal là một làng thuộc tehsil Basavakalyan, huyện Bidar, bang Karnataka, Ấn Độ.